# Brookville Equipment Corporation
Brookville Equipment Corporation ist ein US-amerikanischer Schienenfahrzeughersteller, Bergbau- und Tunnelbauausrüster in Brookville, Pennsylvania, der 1918 als Brookville Locomotive Company gegründet wurde. Die Firma ist in vier Geschäftsfeldern aktiv: Bergbaumaschinen, Ausrüstung für den Tunnelbau, Neubau und Ausrüstung von Grubenbahnen und von Lokomotiven für Werksbahnen, für Anschluss- und für Volleisenbahnen, außerdem Rekonstruktion und Nachbildung von historischen Straßenbahnwagen und Neubau von modernen Straßenbahnwagen.

## Geschichte
Die Brookville Locomotive Company begann im Jahr 1918 damit, Lastkraftwagen der Marke Ford mit Eisenbahnrädern zu Zweiwegefahrzeugen umzubauen. Nach dem Ersten Weltkrieg baute sie benzingetriebene Lokomotiven. Brookvilles Lokomotiven waren die ersten mit Planetengetrieben anstelle von Kettengetrieben an den Achsen.
Eine 1945 an die United States Army ausgelieferte Kleindiesellokomotive ist im Fuhrpark des Train du Bas-Berry museal arhalten.

## Lokomotiven
Brookville Equipment bot ab 2007 dieselelektrische Mehrmotoren-Lokomotiven mit mehreren einzeln zu- und abschaltbaren, abgasreduzierten Dieselgeneratoren, Gensets genannt, an. Damit sollten Betreiber die von der Environmental Protection Agency vorgeschriebenen Abgasnormen einhalten können und, trotz des insgesamt erhöhten Aufwands, in der Gesamtrechnung die Loks wirtschaftlicher betreiben können als bisherige Dieselloks. Die Loks waren teilweise Umbauten älterer Diesellokomotiven anderer Hersteller. Brookville bot verschiedene Motorisierungsvarianten an.
Wassergekühlte IGBT-Wechselrichter steuern die Drehstrom-Traktionsmotoren an, die über die Nutzbremse Strom in den Zwischenkreis zurückspeisen können. Der elektrisch zwischen Generatoren und Wechselrichtern angeordnete Gleichspannungs-Zwischenkreis wäre auch aus anderen Quellen wie Stromschiene oder eingebautem elektrischem Akkumulator speisbar gewesen, weswegen Brookville die Loks als „Co-Generation“ bewarb. Brookville bot Loks mit zwei bis drei einzeln schaltbaren Dieselgeneratoren an, außerdem einmotorige mit oder ohne einem gesonderten, kleineren Dieselgenerator für die Zugsammelschiene für den Einsatz vor Reisezügen.
Ein Einzelstück blieb die Lokomotive Nummer 999 des mit den Bahnwerkstätten Altoona Works, der Norfolk Southern Railway, Bundesbehörden und Forschungseinrichtungen gemeinsam entwickelte Typs BP4, der keinerlei Generatoren, sondern allein Bleiakkumulatoren für die Bereitstellung von Antriebsenergie anstelle der vorherigen Dieselantriebsanlage und Kraftstofftanks eingebaut hat.
| Typ    | Energie                              | Betreiber                                             |
| ------ | ------------------------------------ | ----------------------------------------------------- |
| BL12CG | 2 Gensets                            | Central California Traction Company                   |
| BL14CG | 2 Gensets                            | Buffalo and Pittsburgh Railroad, Metro-North Railroad |
| BL20CG | 3 Gensets                            | Brookville (Vorführexemplar)                          |
| BL20G  | 1 Genset                             | Staten Island Railway                                 |
| BL20GH | 1 Genset, 1 Zugheizaggregat          | Metro-North Railroad                                  |
| BL36PH | 1 Dieselgenerator, 1 Zugheizaggregat | Tri-Rail Florida (12 Stück, 2011)                     |
| BP4    | Bleiakkumulatoren                    | Norfolk Southern Railway (Versuchsträger)             |

Für die New Yorker Metro-North Railroad baute Brookville im Jahr 2008 Roadswitcher des Typs BL20GH. Die Lokomotiven mit den Nummern 110 bis 115 wurden in Metro-North-Farbgebung ausgeliefert. Nummern 125 bis 130 für das Connecticut Department of Transportation waren in den Traditionsfarben der ehemaligen New Haven gestaltet, ehe sie bei einer nicht von Brookville durchgeführten Modernisierung ab 2020 die Farben der CT Rail bekamen. Die BL20GH wurden zu BL20GHM remotorisiert durch MotivePower/Wabtec.
Aus der gleichen Bestellung gingen weitere Lokomotiven an andere Tochterunternehmen der Metropolitan Transportation Authority: Zwei an MTA Capital Construction und vier an die Staten Island Railway (Typ BL20G) für Rangier- und Abschleppfahrten.
Im Jahr 2010 wurden Lokomotiven für Tochtergesellschaften der Genesee and Wyoming gefertigt: Zwei für die Buffalo and Pittsburgh Railroad, eine für das Ohio Central Railroad System. Die Pendlerbahn Tri-Rail in Miami bestellte 2011 zwölf BL36PH zum Preis von 109 Millionen US-Dollar.
Zwei BL12CG, die den strengeren Tier-4-Abgasnormen genügten, wurden 2015 an die Central California Traction Company geliefert, die Gütertransporte im Raum Stockton im Central Valley Kaliforniens durchführt.

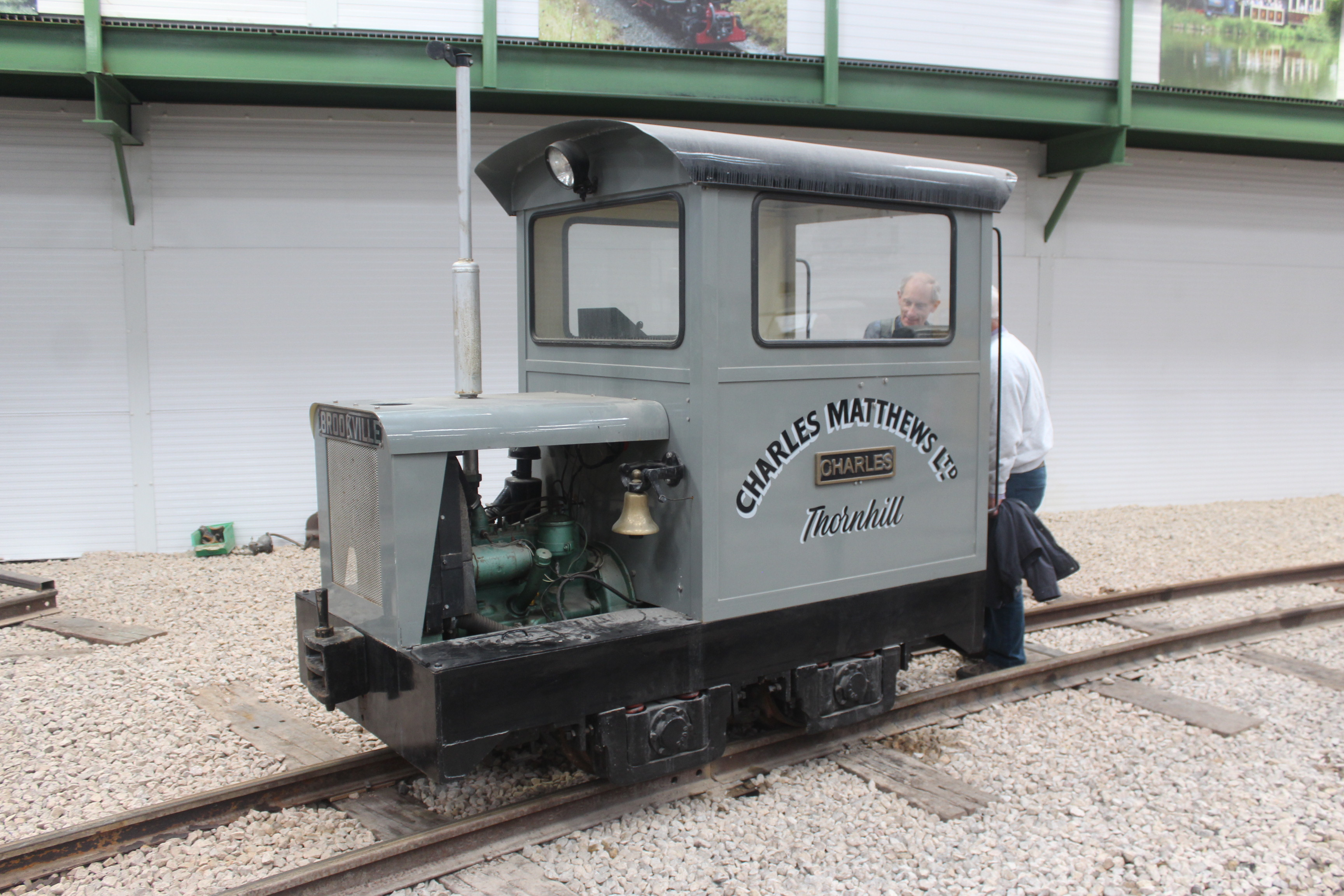
Benzin-Schmalspurlok von 1951, Museumsstück in England
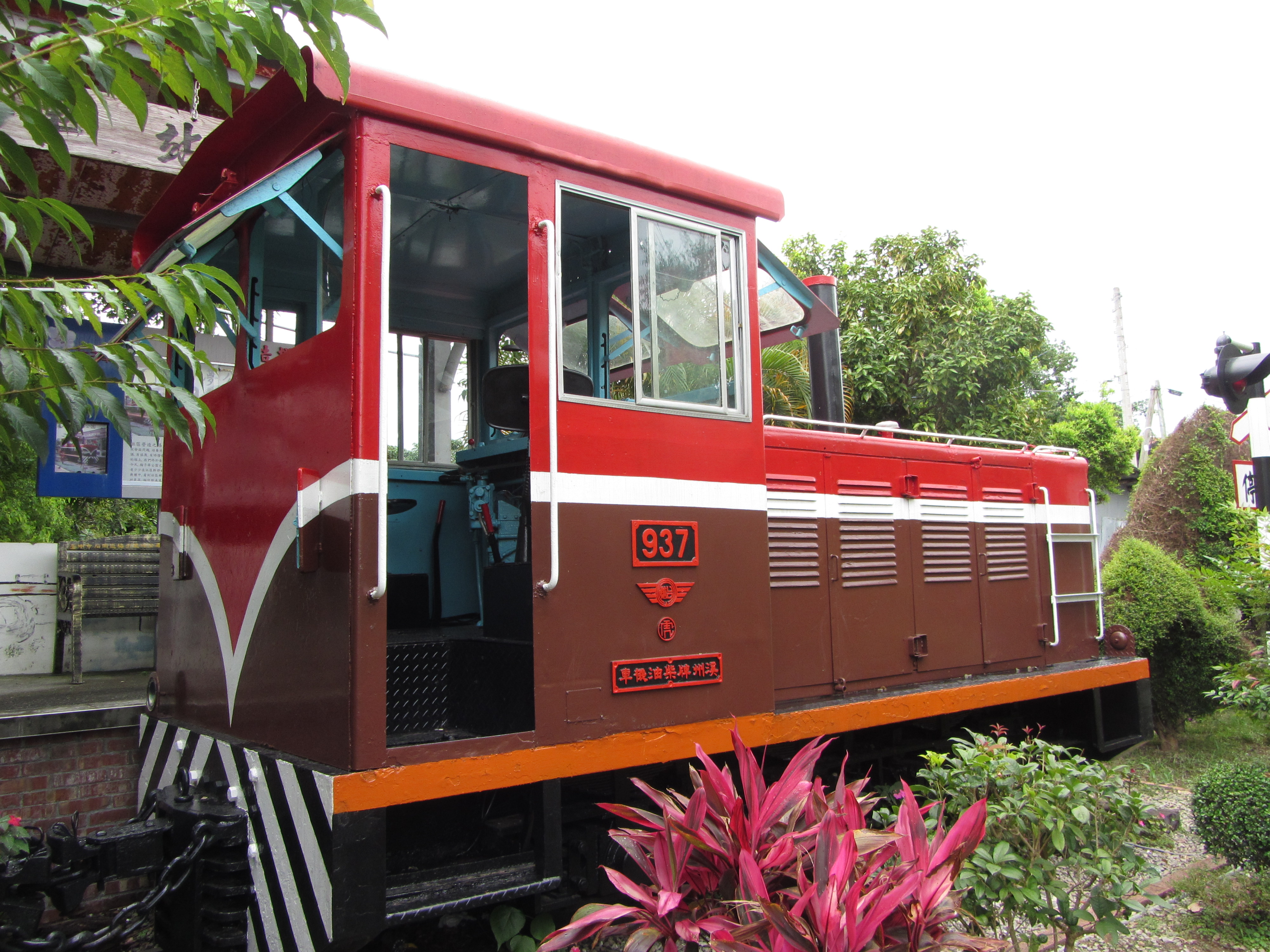
Schmalspurlok von 1956/1957 für Zuckerfabrik im Landkreis Changhua, Taiwan
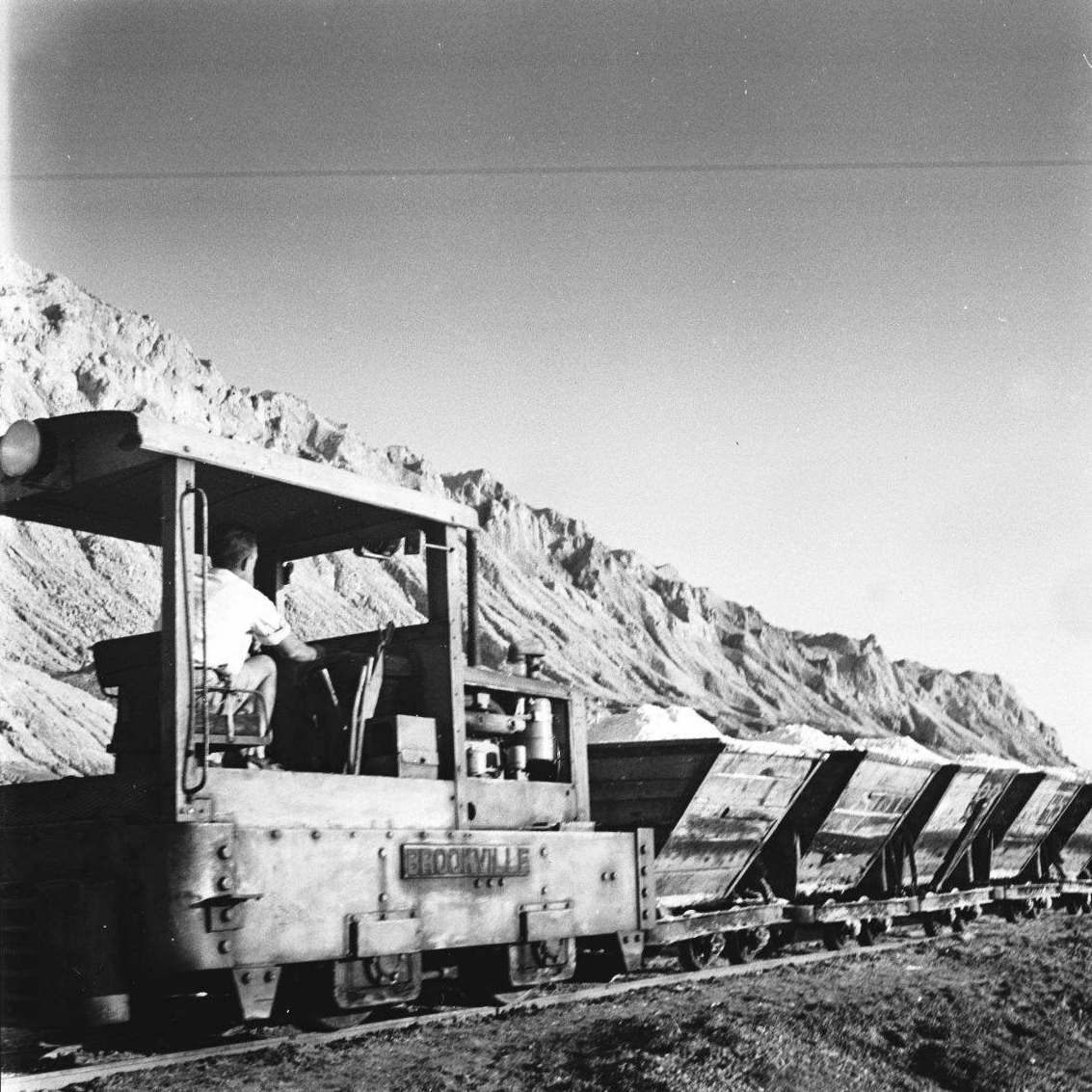
Industrielok für die Dead Sea Works in Israel
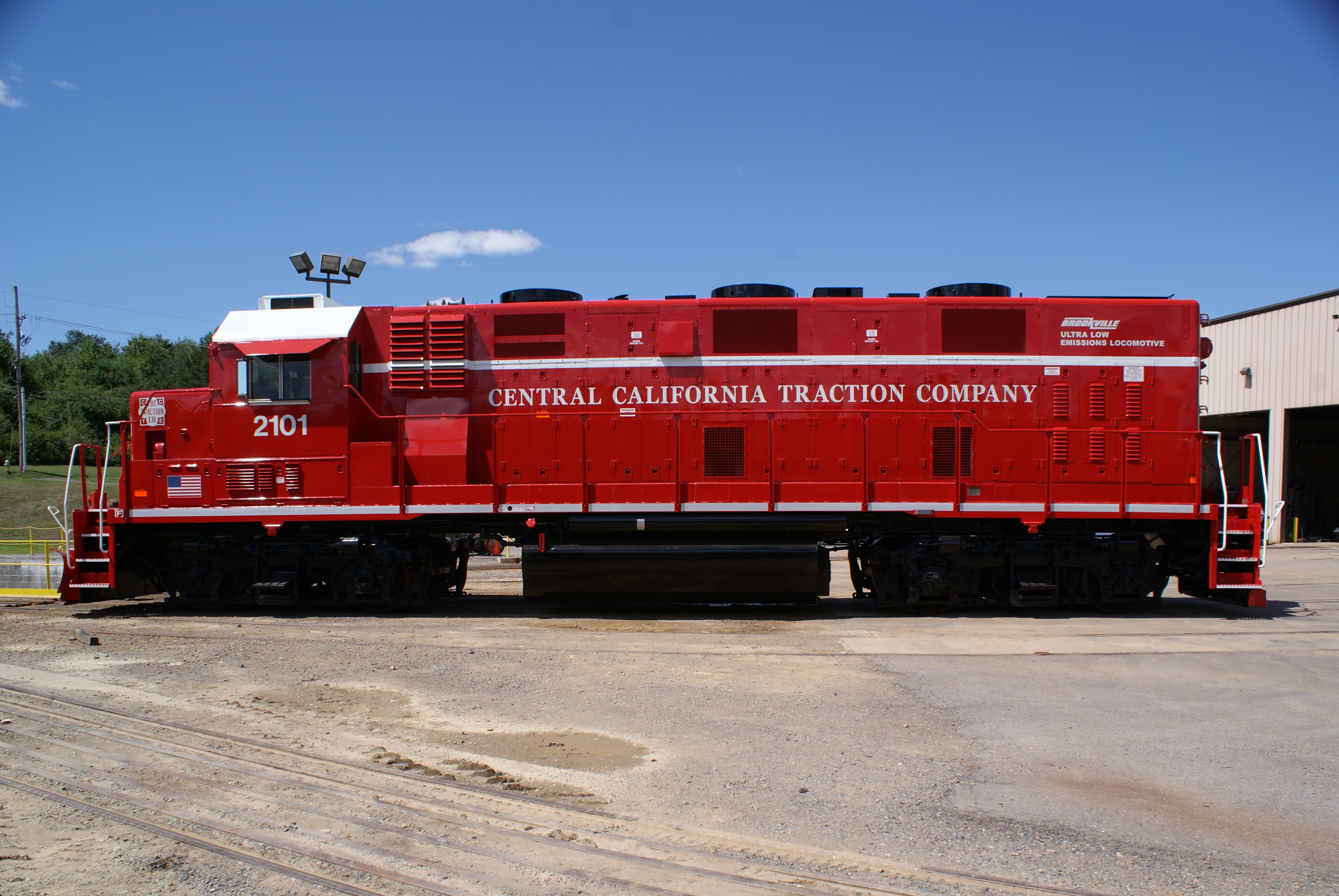
Dieselelektrische Drehstromlok Typ BL12CG für die Central California Traction Company
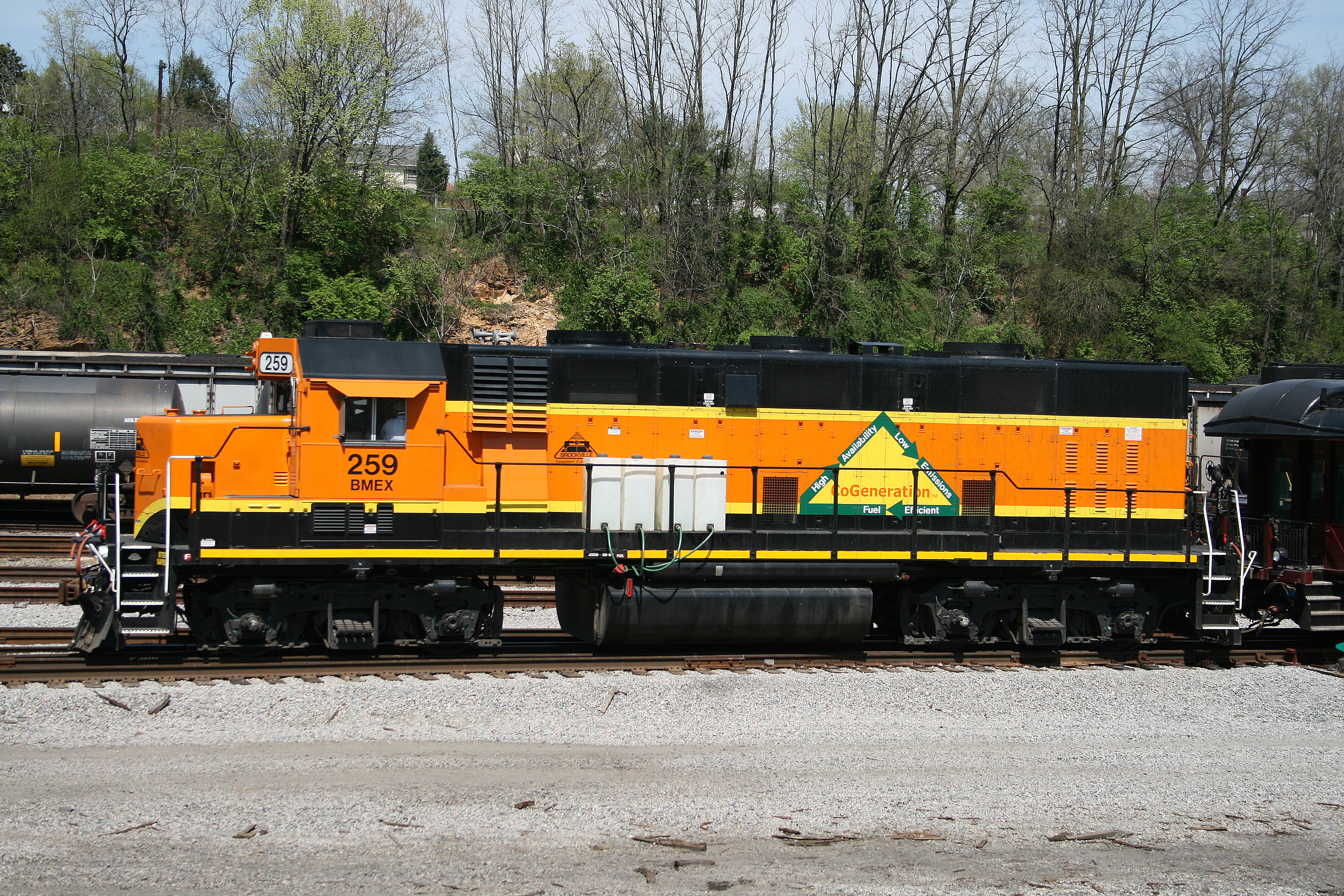
BL20CG, Vorführexemplar
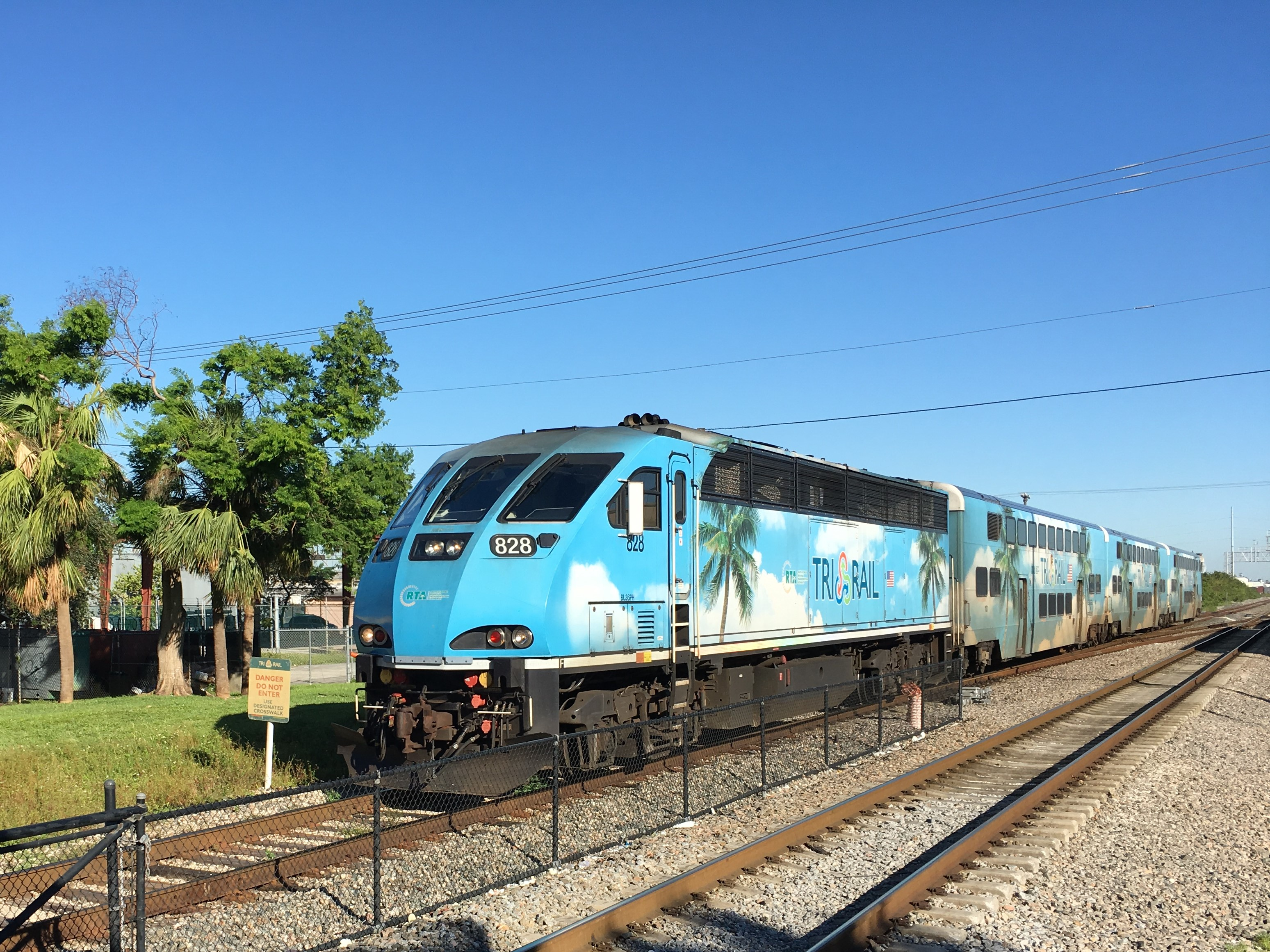
Reisezuglok Typ BL36PH in Florida
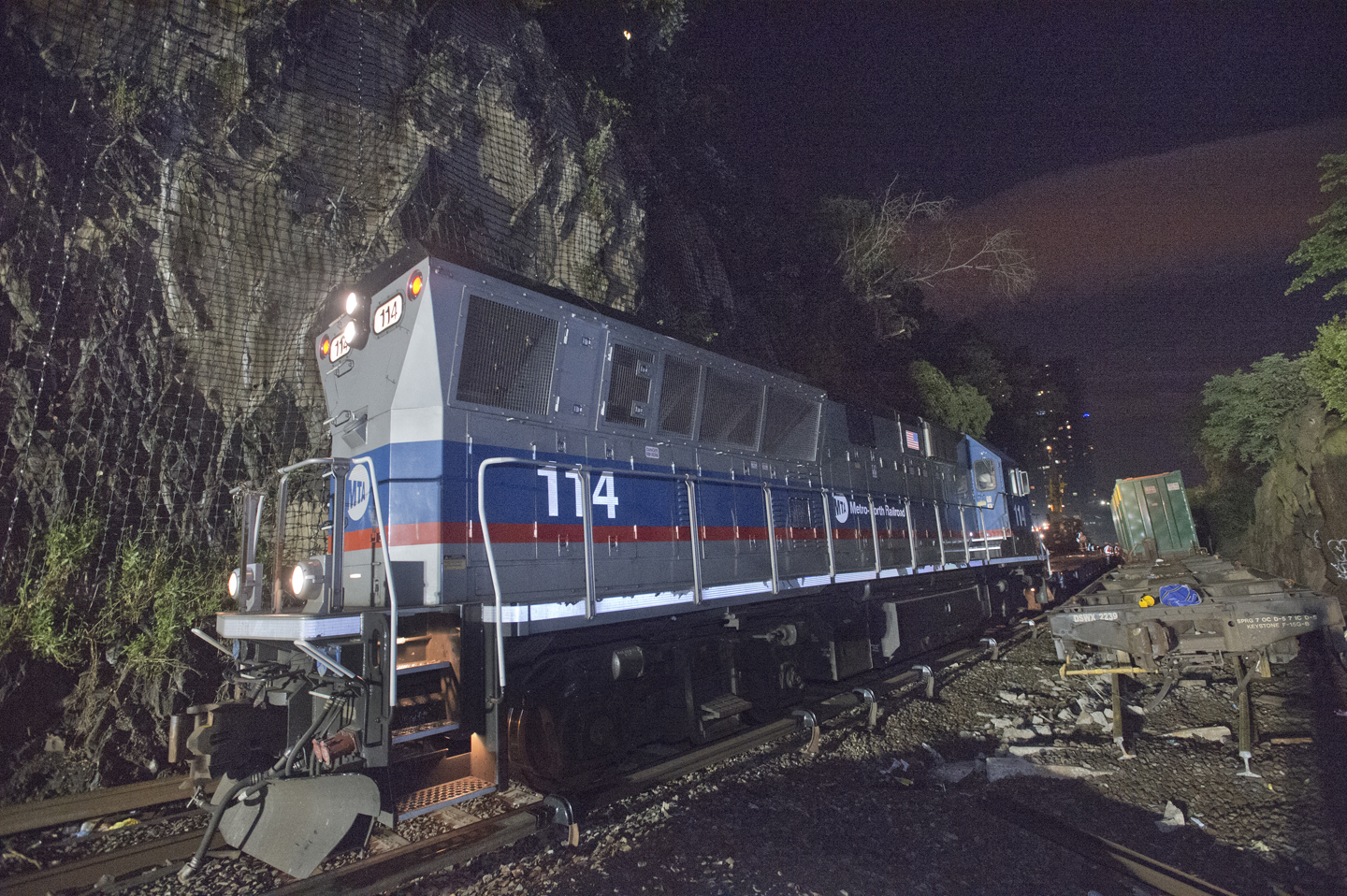
BL20GH der Metro-North
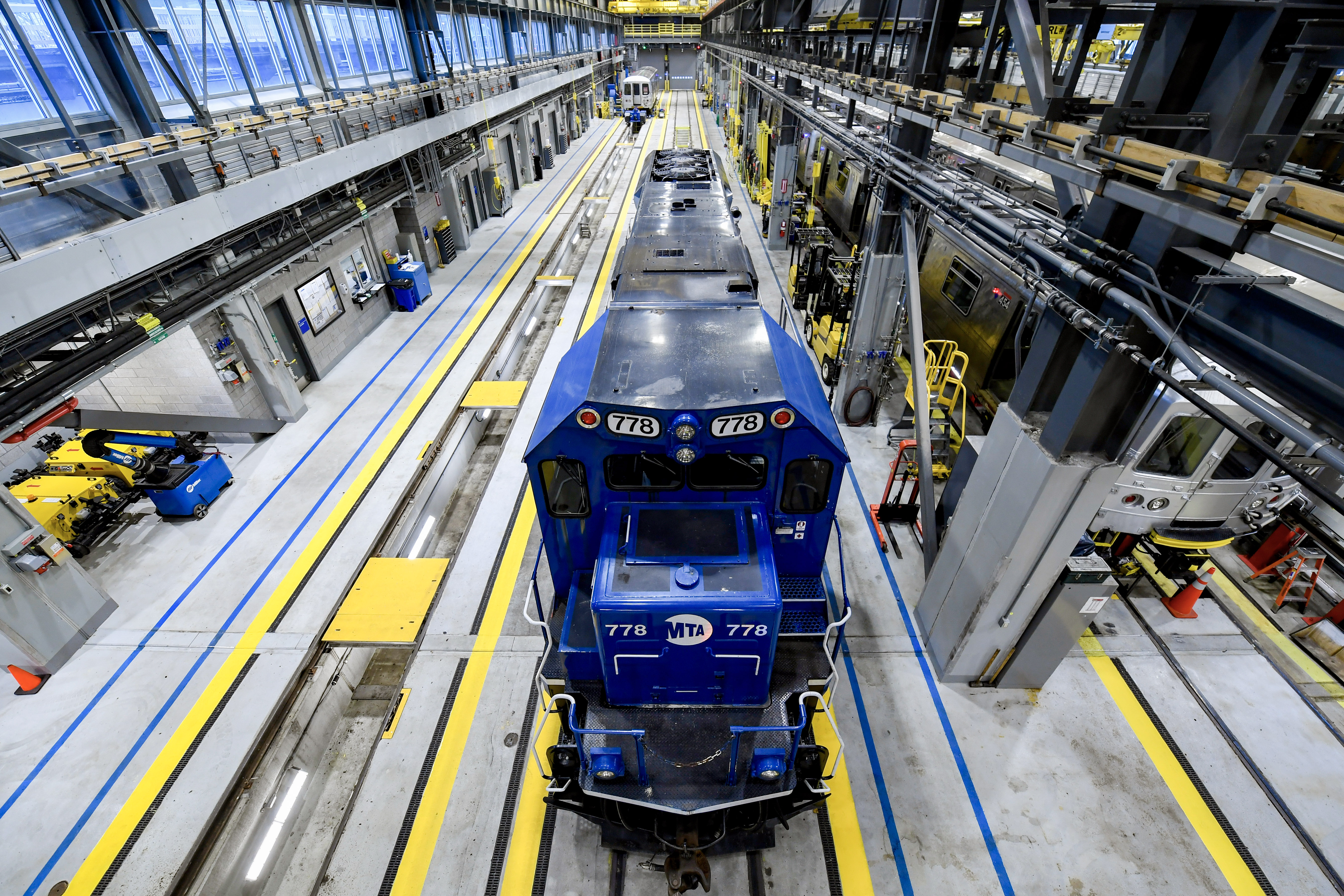
BL20G für Arbeitszüge der Staten Island Railway

## Vollbahnfahrzeuge
Ein Joint Venture aus Systra Canada und Brookville erhielt 2025 den Auftrag, für Sounder Commuter Rail 40 Mittelwagen und 18 Steuerwagen BiLevel Coach einer Nutzungsdauerverlängerung zu unterziehen.

## Tunnelfahrzeuge
Für die New York City Transit Authority baute Brookville 2022 vier Triebwagen des U-Bahn-Prototyps des Vertrags R110A, die seit 1998 nicht mehr im Fahrgastbetrieb verwendet wurden, zu Arbeitswagen zum Auspumpen von Tunneln um.

## Straßenbahnen
Der Geschäftsbereich Straßenbahnen besteht seit 2002. Zunächst widmete er sich der Restaurierung, Modernisierung und Aufarbeitung existierender Straßenbahnwagen, ehe ein eigener moderner Fahrzeugtyp für kleine Straßenbahnbetriebe konzipiert wurde.

### Modernisierung von Altfahrzeugen
Brookville fertigte 2003 die Drehgestelle und Elektrik für Straßenbahnen, die die Regional Transit Authority New Orleans in eigener Werkstatt neu baute. Der Wagenkasten entspricht den vorhandenen historischen Fahrzeugen. Nach den Zerstörungen 2005 durch Hurrikan Katrina erhielt Brookville den Auftrag, diese Ausrüstung wieder zu erneuern.
Der erste Großauftrag war die Erneuerung von 18 PCC-Wagen für die Wiederinbetriebnahme der SEPTA-Linie 15 auf der Girard-Avenue-Line in Philadelphia. Diese Wagen gingen als Typ PCC II im Jahr 2005 in Betrieb. Für die San Francisco Municipal Railway wurden PCC-Wagen der Linie F Market & Wharves aufgearbeitet. El Paso erteilte 2017 den Auftrag zur Restaurierung von sechs PCC-Wagen für die Straßenbahn El Paso.

### Neubauten für Freizeitparks
Für die Attraktion „Red Car Trolley“ im Themenpark Disney California Adventure in Anaheim stellte Brookville im Jahr 2012 zwei neue Straßenbahnwagen her. Deren klassisch anmutendes, dem ehemaligen Überland-Straßenbahnnetz der Pacific Electric Railway in Südkalifornien nachempfundenes Erscheinungsbild verbirgt zeitgemäße Technik: Antriebsenergie wird drahtlos über induktive Ladung zugeführt und in den Zügen in Lithium-Akkumulatoren gespeichert. Rein dekorative Rollenstromabnehmer und eine funktionslose Fahrdrahtanlage vervollständigen den Eindruck eines historischen Straßenbahnbetriebs.

### Moderne Straßenbahnen

#### Liberty Modern
Ein neu entwickeltes, als Liberty Modern Streetcar vermarktetes Fahrzeugkonzept stellte Brookville im September 2011 vor. Besonderes Merkmal ist die erstmals von einem US-amerikanischen Hersteller verfügbare Fähigkeit, eine gewisse Distanz allein mit Antriebsenergie aus eingebauten Lithium-Akkumulatoren zurücklegen zu können. Die dreiteiligen Gelenkwagen sind in Niederflurtechnik mit 70 Prozent Niederfluranteil aufgebaut. Die Luftfederung des Fahrwerks ermöglicht automatische Niveauregulierung, um an Bahnsteigen angepasst an die Auslastung Barrierefreiheit gemäß Americans with Disabilities Act zu gewährleisten.
Erster Kunde war Dallas Area Rapid Transit. Für die am 13. April 2015 eröffnete Straßenbahn Dallas wurden 2013 zwei Liberty-Bahnen zum Preis von 9,4 Millionen US-Dollar bestellt und im Juli 2015 zwei zusätzliche, die 2016 ausgeliefert wurden.
Von 2015 bis 2017 bestellten drei Kunden Liberty-Bahnen: M-1 Rail sechs Stück für die Straßenbahn Detroit zum Preis von 32 Millionen Dollar. Die Stadt Milwaukee bestellte vier für die Straßenbahn Milwaukee zum Preis von 18,6 Millionen Dollar mit einer Option auf zwanzig zusätzliche, von denen eine fünfte bereits mit der ursprünglichen Serie ausgeliefert wurde. Die Straßenbahn Oklahoma City bestellte zunächst fünf mit einer verwirklichten Option auf eine sechste für 24,9 Millionen Dollar, wobei aus einer weiteren Option über sechs Bahnen am Ende ein siebtes Fahrzeug geliefert wurde.

#### Liberty NXT
Valley Metro Rail in Arizona bestellte zum Preis von 33 Millionen Dollar sechs Bahnen des weiterentwickelten Typs Liberty NXT für die 2022 eröffnete Straßenbahn Tempe in der Metropolregion Phoenix. Für eine Erweiterung der Straßenbahn Tacoma erhielt Sound Transit ab 2022 fünf Liberty NXT-Bahnen. Der Sound-Transit-Auftrag umfasste zusätzlich drei Bahnen für die Straßenbahn Portland (Oregon), die nach einer Verzögerung 2023 zur Auslieferung kamen. Mit Stand 2022 waren keine weiteren Bestellungen bekannt.

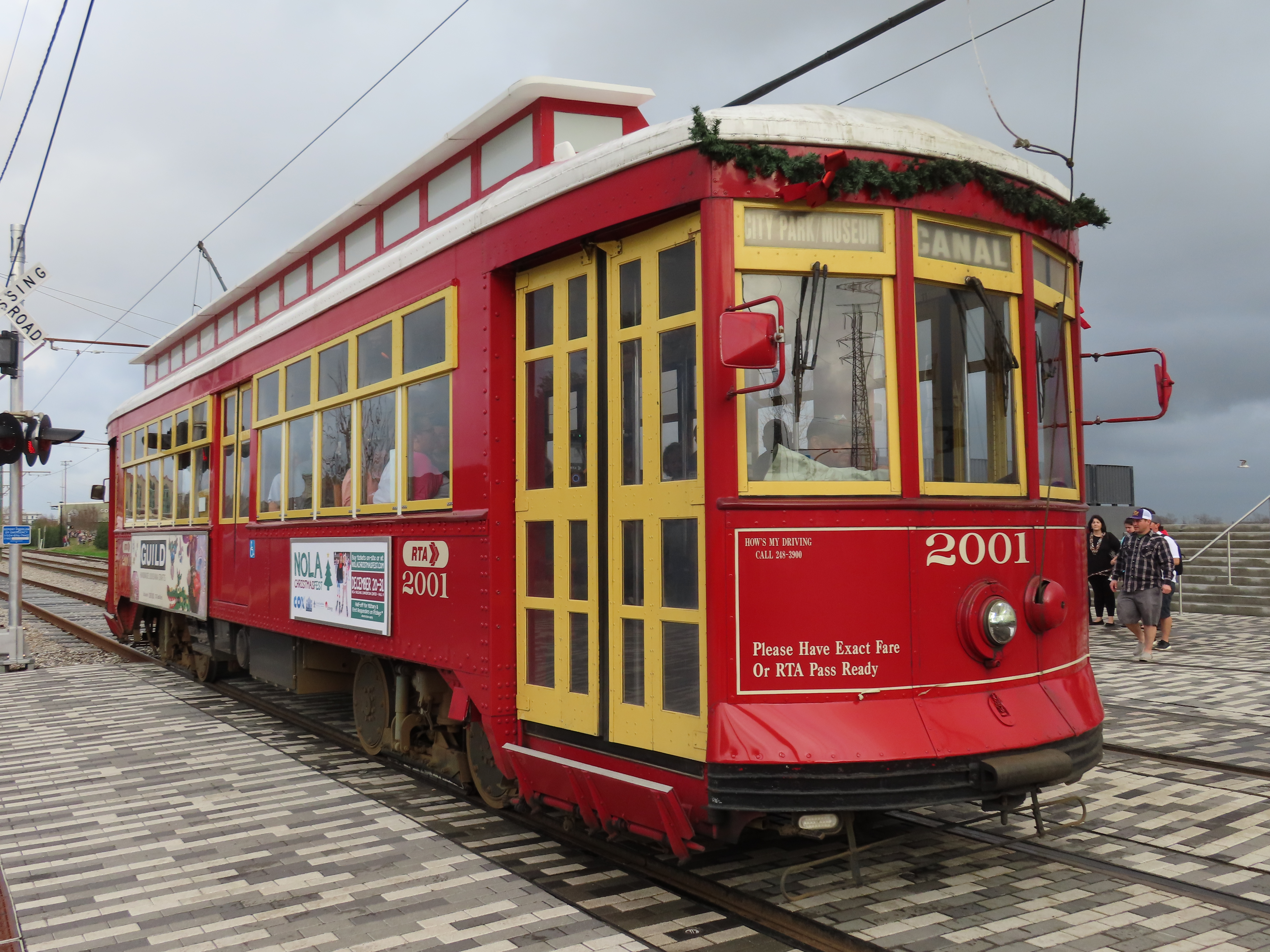
Wagenkasten lokal gebaut in New Orleans, Antrieb von Brookville
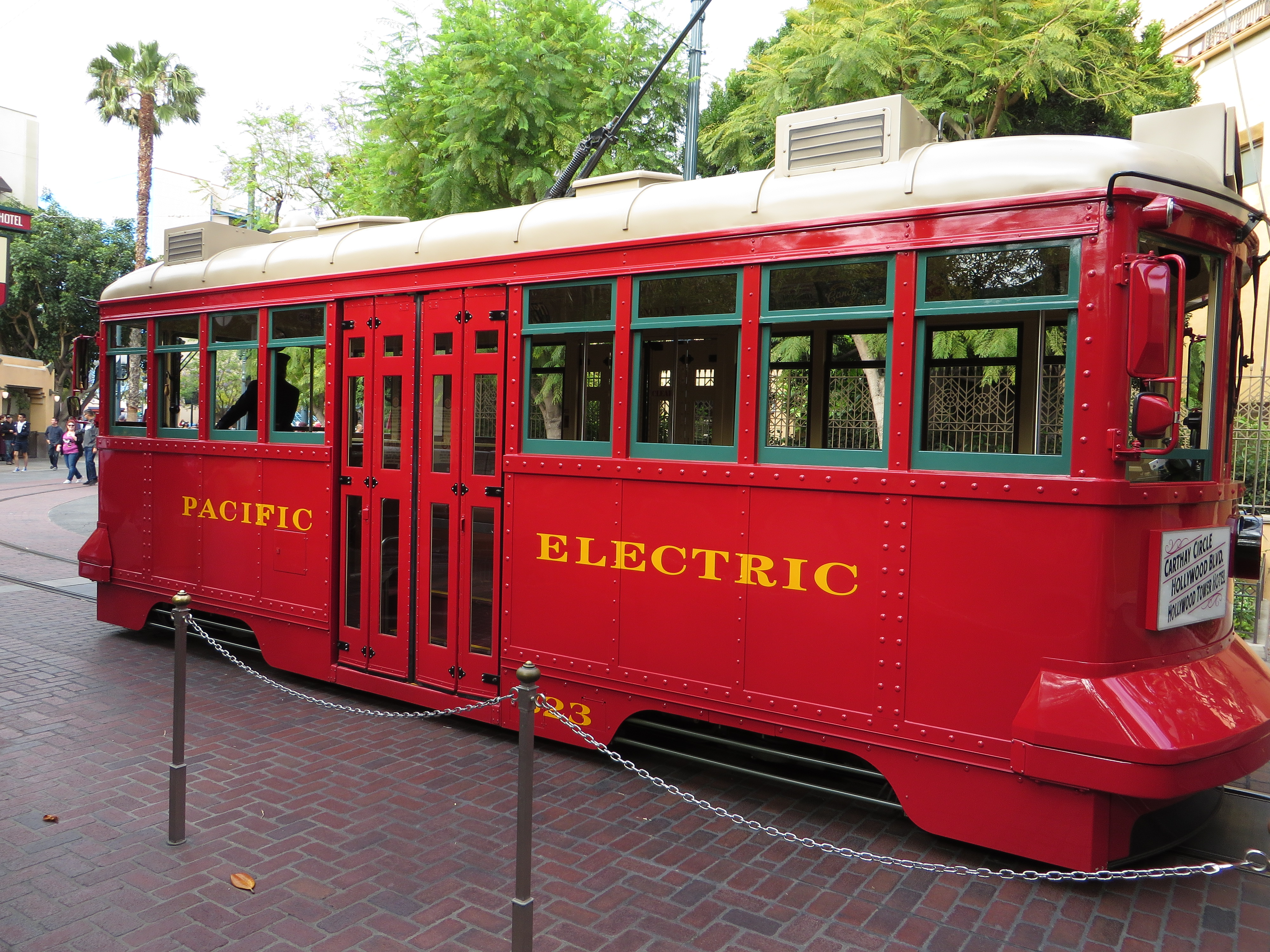
Red Car Trolley für Disney
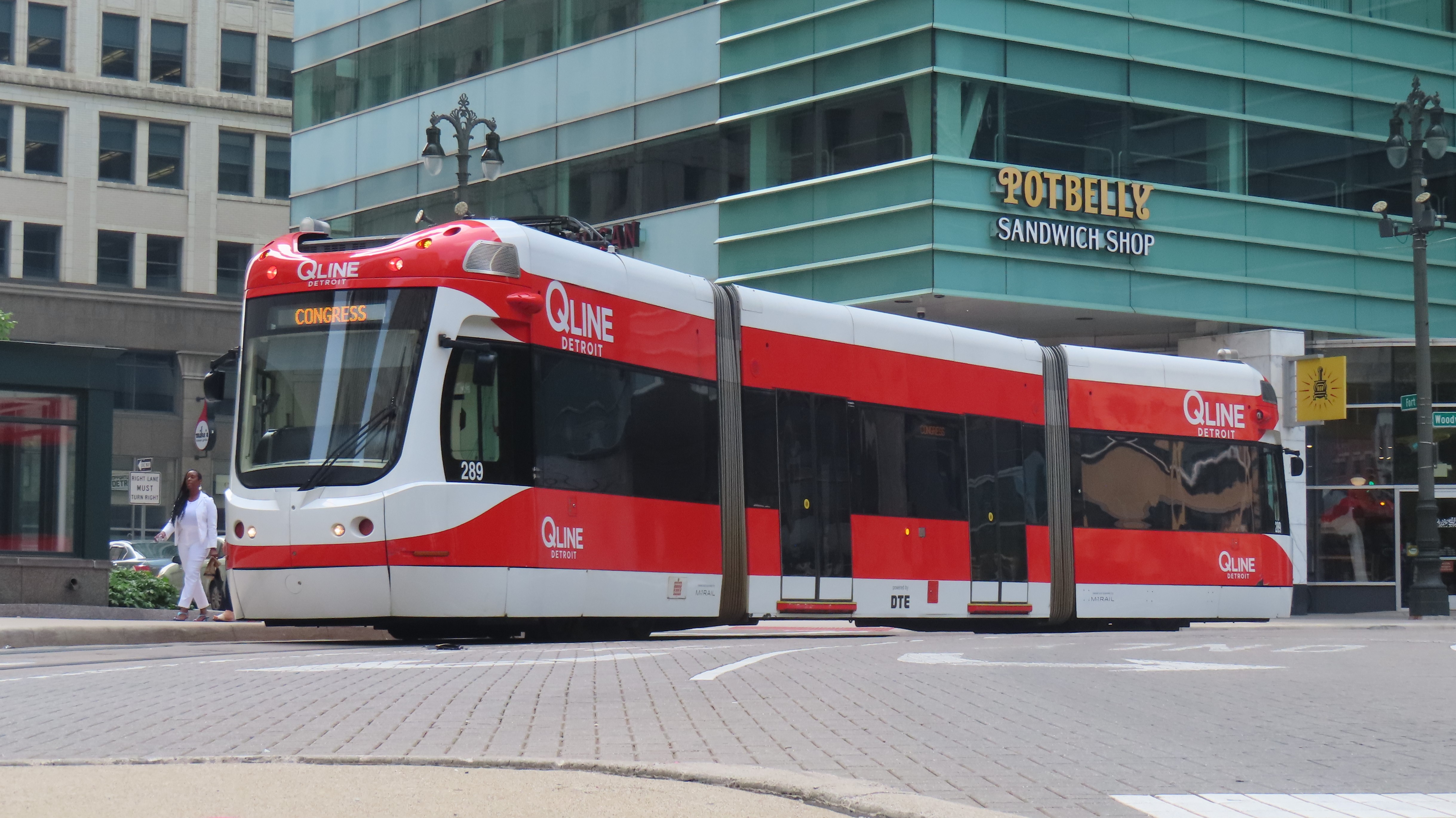
Liberty Modern Streetcar der Straßenbahn Detroit
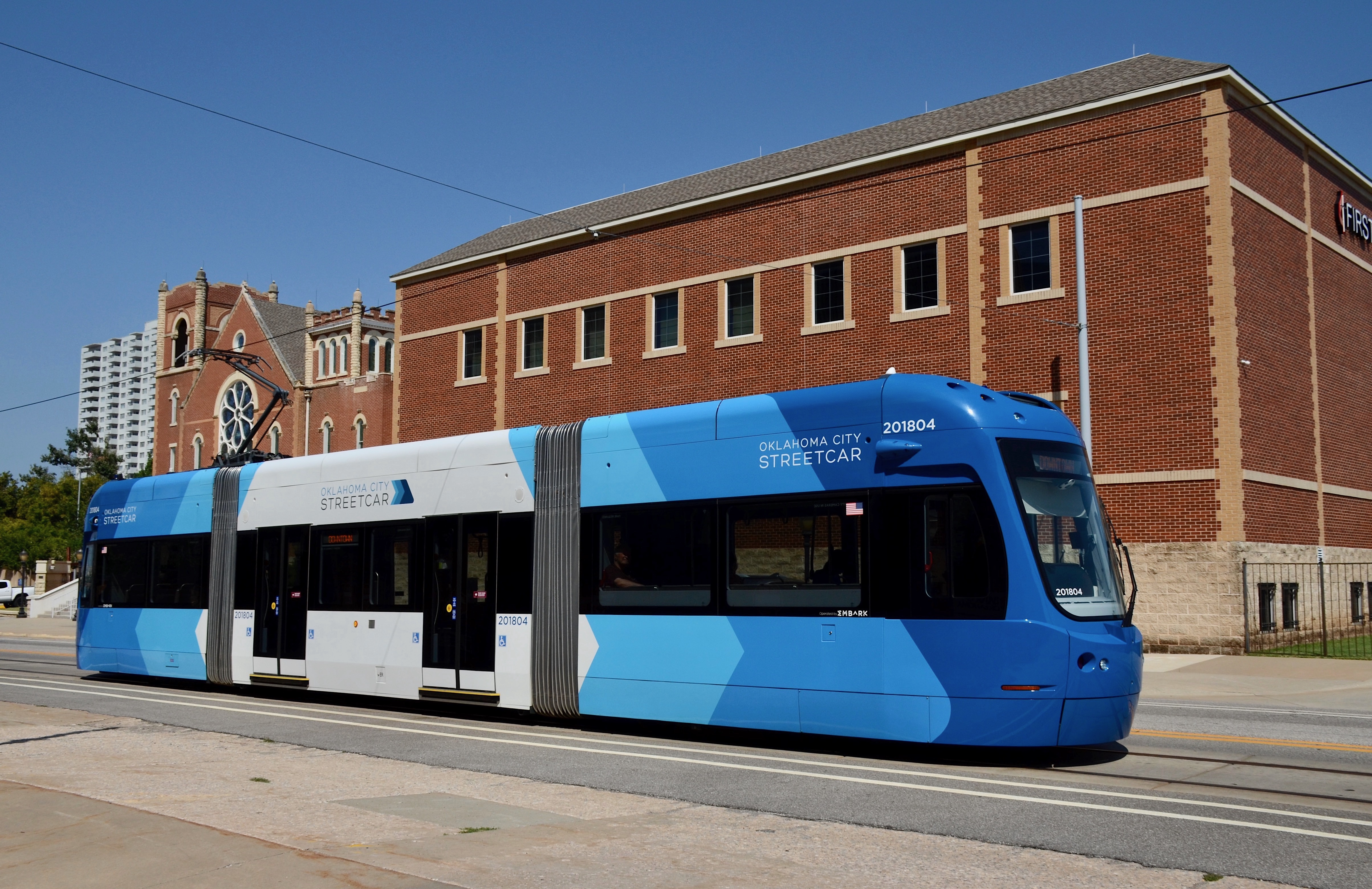
Liberty Modern Streetcar der Straßenbahn Oklahoma City in einer blauen Gestaltungsvariante
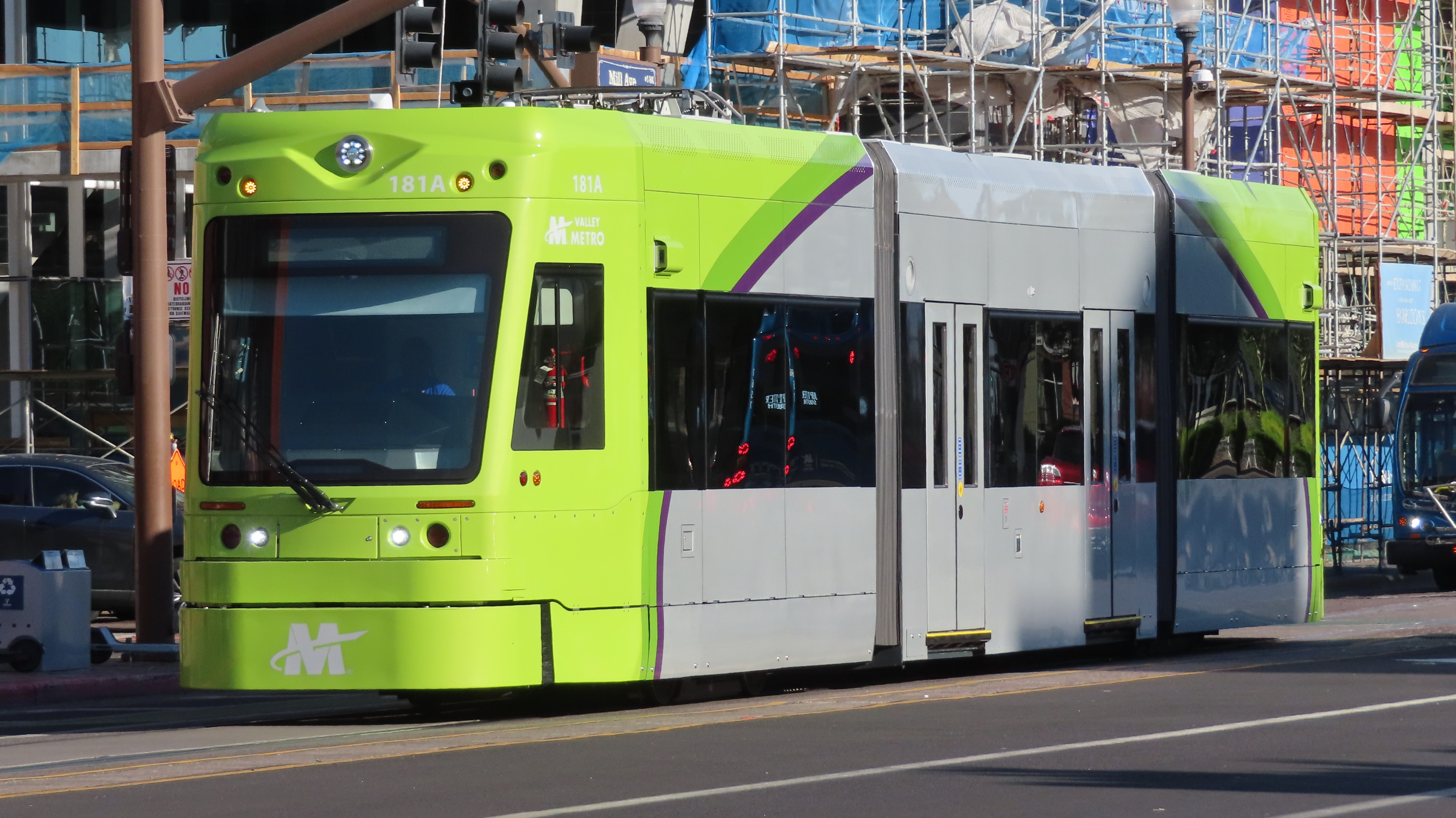
Liberty NXT der Straßenbahn Tempe
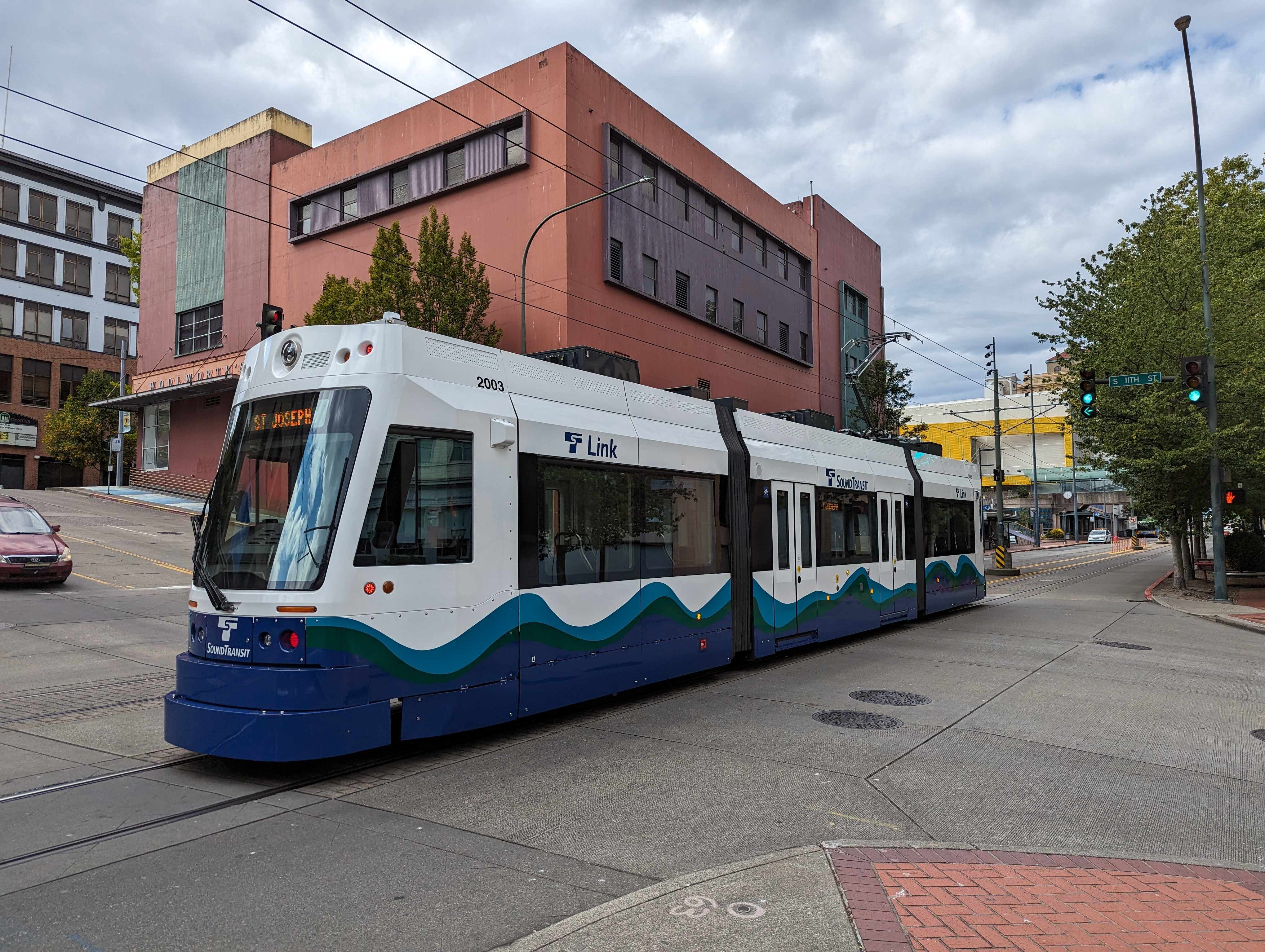
Liberty NXT in Tacoma